# Nyírkarász
Nyírkarász is een plaats (község) en gemeente in het Hongaarse comitaat Szabolcs-Szatmár-Bereg. Nyírkarász telt 2383 inwoners (2001).